# Saijō (Han)
Saijō (jap. 西条藩, Saijō-han) war ein Han (Lehen) in Japan in der Edo-Zeit, das von 1636 bis 1871 bestand. Es hatte seinen Sitz in Saijō, Nii-gun, Provinz Iyo (heute Präfektur Ehime) auf der Insel Shikoku.
Erster Daimyō war 1636 Hitotsuyanagi Naomori, der zuvor Daimyō von Owari-Kuroda (1590–1601) und von Kambe (1601–1636) war. 1665 wurde Familie Hitotsuyanagi schließlich das Han entzogen. 
1670 wurde das Han an Matsudaira Yorizumi, einen Sohn vom Daimyō von Kishū Tokugawa Yorinobu und Enkel von Tokugawa Ieyasu, vergeben und damit ein Zweiglehen (支藩, shihan) von Kishū. Der zweite Daimyō dieser Linie, Matsudaira Yoriyoshi, folgte 1716 unter dem Namen Tokugawa Munenao als Daimyō von Kishū. Ebenso wurde der fünfte Daimyō Matsudaira Yoriatsu als Tokugawa Harusada 1775 Daimyō von Kishū.
Es wurde 1871 mit den anderen Han abgeschafft und zur Präfektur Saijō (西条県, Saijō-ken), die allerdings kurz darauf in der Präfektur Matsuyama aufging.

## Liste der Daimyō
- Hitotsuyanagi (Tozama-Daimyō, 68.000 Koku → 30.000 Koku → 25.000 Koku), 1636–1665

|   | Name                   | Kanji     | Amtszeit  |
| - | ---------------------- | --------- | --------- |
| 1 | Hitotsuyanagi Naomori  | 一柳 直盛 | 1636      |
| 2 | Hitotsuyanagi Naoshige | 一柳 直重 | 1636–1645 |
| 3 | Hitotsuyanagi Naooki   | 一柳 直興 | 1645–1665 |

- Matsudaira (Nebenlinie der Kishū-Tokugawa) (Shimpan-Daimyō, 30.000 Koku), 1670–1871

|    | Name                 | Kanji     | Amtszeit  |
| -- | -------------------- | --------- | --------- |
| 1  | Matsudaira Yorizumi  | 松平 頼純 | 1670–1711 |
| 2  | Matsudaira Yoriyoshi | 松平 頼致 | 1711–1716 |
| 3  | Matsudaira Yoritada  | 松平 頼渡 | 1716–1738 |
| 4  | Matsudaira Yorisato  | 松平 頼邑 | 1738–1753 |
| 5  | Matsudaira Yoriatsu  | 松平 頼淳 | 1753–1775 |
| 6  | Matsudaira Yorikata  | 松平 頼謙 | 1775–1795 |
| 7  | Matsudaira Yorimi    | 松平 頼看 | 1795–1797 |
| 8  | Matsudaira Yoriyuki  | 松平 頼啓 | 1797–1832 |
| 9  | Matsudaira Yorisato  | 松平 頼学 | 1832–1862 |
| 10 | Matsudaira Yorihide  | 松平 頼英 | 1862–1871 |